# Leipziger Vaterlandsverein

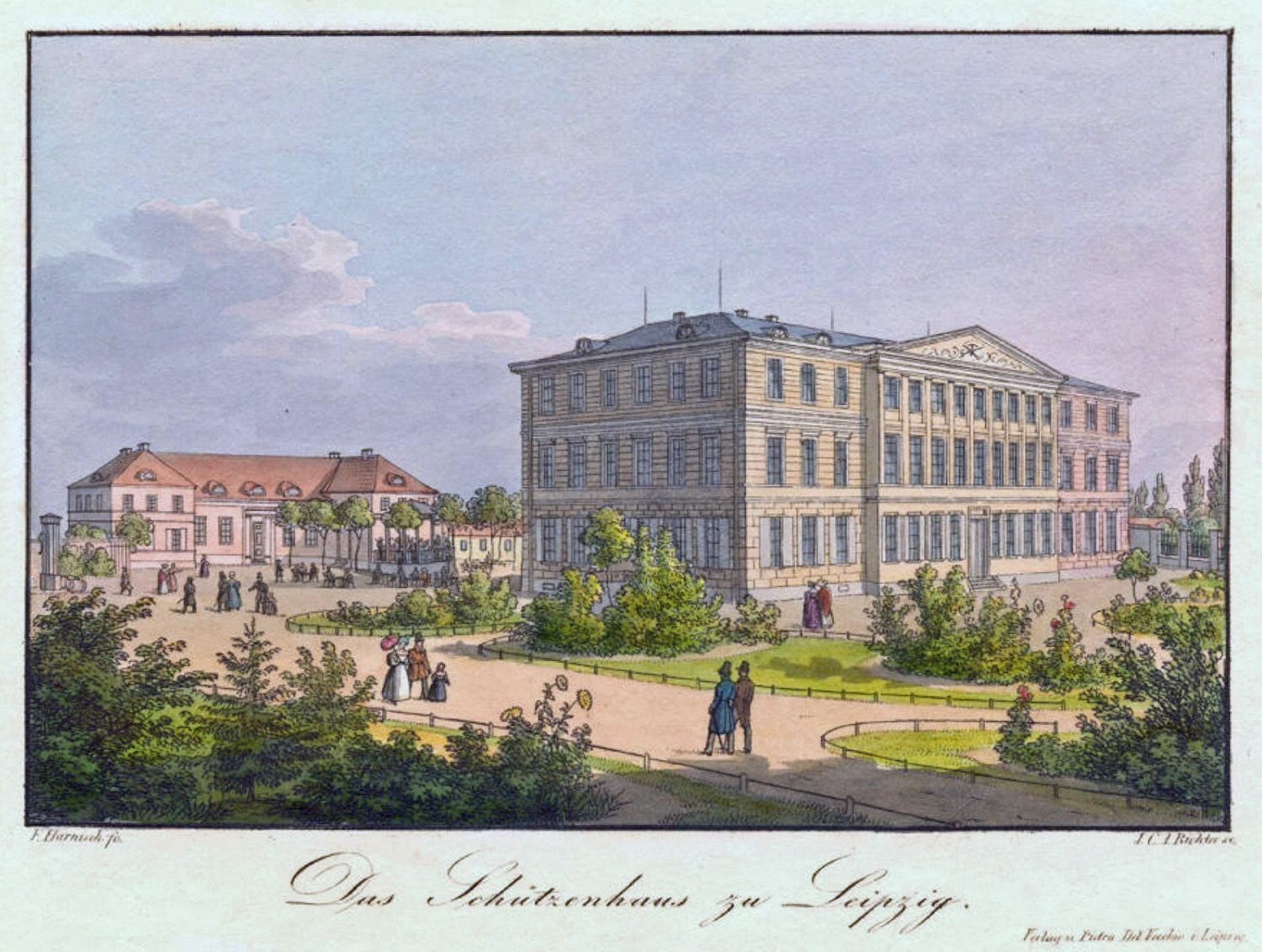
Das Schützenhaus in Leipzig kurz nach seiner Erbauung 1835

Der Leipziger Vaterlandsverein entstand kurz vor dem Ausbruch der Märzrevolution am 28. März 1848. Er wurde nach der Revolution am 21. August 1849 nach 18 Monaten wieder verboten. Während dieser Zeit entstanden die meisten lokalen und überregionalen Landesvereine.

## Vorgeschichte
Im Schützenhaus in Leipzig lernten sich viele politisch Gleichgesinnte kennen. Anfangs traf man sich getarnt als „Kegelgesellschaft“ und führte Feiern von wichtigen historisch-politischen Gedenktagen durch. Später fanden politische Versammlungen statt, man hielt politische Reden, aber hauptsächlich Robert Blum zog die Massen in seinen Bann.
Aus diesen Versammlungen im Schützenhaus gründete Blum 1845 einen „Redeübungsverein“, außer Blum leiteten diesen Verein Arnold Ruge, Heinrich Wuttke, Carl Eduard Cramer und der spätere Vorsteher des „Sächsischen Vaterlandsvereins“ Wilhelm Heinrich Bertling. Der Redeübungsverein, der immer vom Zugriff der Polizei und der Behörden bedroht war, wollte mehr als ein Diskutierklub sein. Im Redeübungsverein fanden sich die Oppositionellen zusammen, die 1848 an führender Stelle in der Revolution tätig waren.
Blums politische Tätigkeit in Leipzig wandte sich nun hauptsächlich dem Redeübungsverein zu, um für seine Partei einen Sammelpunkt zu gewinnen und für bessere Zeiten Rednertalente auszubilden. Als im Februar das alte System zu wanken begann, war es besonders Blum, der an dem Sturze des Ministeriums arbeitete. In diesen entscheidenden Tagen entfaltete er eine große Aktivität, war überall tätig. Seine erste Sorge galt der Gründung eines politischen Vereins und einer Zeitung.

## Geschichte

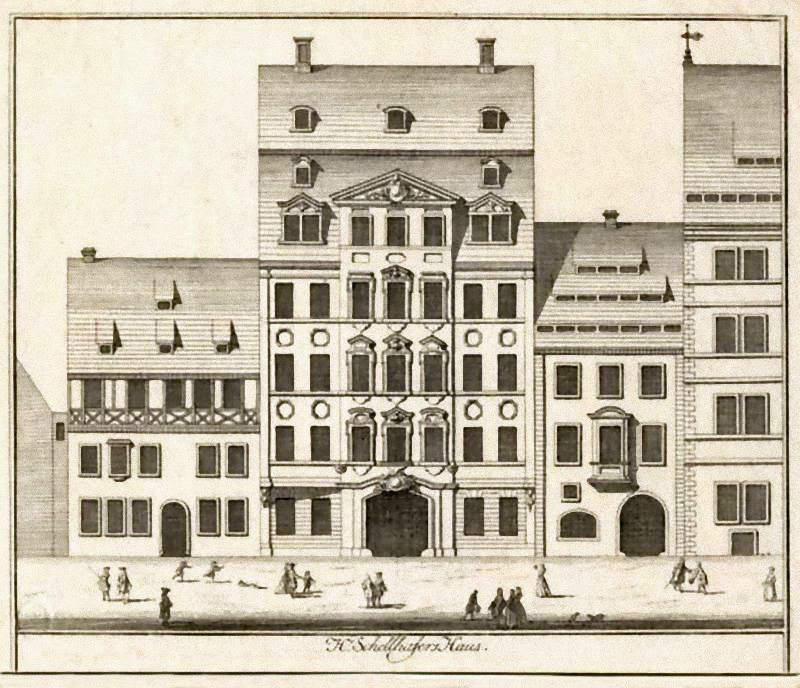
Schellhaferhaus, das spätere Hôtel de Saxe um 1750. Hier fanden die Versammlungen des „Leipziger Vaterlandsvereins“ statt.

Am 28. März 1848 entstand der „Leipziger Vaterlandsverein“ und die verbotenen Vaterlandsblätter wurden im April wieder fortgeführt. Vom Redeübungsverein führte eine direkte Linie zur Organisation der kleinbürgerlichen Demokratie Sachsens im Jahre 1848, zum Vaterlandsverein.
Die Leitung des Vaterlandsvereins übernahmen bekannte Parteiführer der Radikalen: Robert Blum, Rudolph Rüder, W. Bertling, C. Ed. Cramer, H. Wuttke, Eduard Theodor Jäkel, Robert Friese u. a. m. In einer Generalversammlung, die am 23. April 1848 in Leipzig abgehalten wurde, stellte der Vaterlandsverein sein Programm auf:
„Der deutsche Vaterlandsverein hat den Zweck, zu wirken für
Einheit, Freiheit und Wohlstand des deutschen Volkes und deutschen Vaterlandes.
Zu diesem Zweck strebt er zu erwecken und zu heben:
Allgemeine Bildung, Liebe und Begeisterung für das deutsche Vaterland; Sinn für gesetzliche Freiheit, für gleiche Berechtigung und Verpflichtung, für brüderliches Zusammenwirken Aller.
Als einzige Bürgschaft für Erreichung und Erhaltung dieser Güter erkennt er:
ein Grundgesetz für das gesamte deutsche Vaterland, welches als obersten Grundsatz aufstellt:
der verfassungsmäßig ausgesprochene Wille des deutschen Volkes ist das höchste Gesetz; die Vertreter dieses Volkswillens sind die frei gewählten Abgeordneten deutscher Volksstämme, vereinigt in einem deutschen Reichstage. Als Recht der einzelnen Staaten erkennt der deutsche Vaterlandsverein:
 freie Wahl ihrer Regierungsform. In Sachsen will er mit dem Volke:
Beibehaltung und zeitgemäße Fortbildung der konstitutionelle Monarchie, als Vertreterin und Vollzieherin des Volkswillens.“
In einem Buch mit dem Titel „Leipzigs Wühler und Wühlerinnen“, in dem der Begriff Wühler mit Revolutionär gleichgesetzt wird, findet man die Namen aller Mitglieder der Vaterlandsvereine.
Um die Situation in den sächsischen Vaterlandsvereinen zu verstehen, ist ein Blick auf ihre Entwicklung seit dem Frühjahr 1848 notwendig. Seit Ende April machte sich die republikanische Richtung außerhalb und innerhalb der Vaterlandsvereine immer stärker bemerkbar.
Gegen den Widerstand des Kreises um Wuttke wurde Ende Mai im Leipziger Vaterlandsverein der Antrag gestellt, das gemäßigte Vereinsprogramm zu ändern und die Forderung der Republikaner aufzunehmen. Obwohl offensichtlich die Republikaner in der Mehrzahl waren, verstand es Wuttke als Vorsitzender des Leipziger Vaterlandsvereins, die Änderung des Vereinsprogramms im republikanischen Sinne zunächst noch zurückzustellen.
Die Stärke der republikanischen Tendenzen im Verein hatte aber Wuttke und den anderen Anti-Republikanern deutlich gemacht, dass sie mehr und mehr in die Isolation gerieten. Umso heftiger versuchte diese rechte Gruppe, ihre antidemokratische Linie im Verein durchzusetzen. Wuttke scheute dabei nicht vor einer unehrlichen Verschleierung seiner Auffassungen zurück: am 8. Juli unterzeichnete er als Ausschussmitglied des „Deutschen Vereins“ eine Misstrauensadresse an die Frankfurter Linke, am 10. Juli eine Vertrauenserklärung an die sächsischen Abgeordneten der Linken. Ein solches Verhalten musste die republikanische Opposition im Vaterlandsverein zu entschiedenen Aktionen herausfordern.
Bei der Generalversammlung der sächsischen Vaterlandsvereine am 9. und 10. Juli in Dresden konnten die Gegensätze zwischen den Republikanern und dem antidemokratischen Flügel noch einmal notdürftig ausgeglichen werden. Die Frage der Republik sollte erst in den Einzelvereinen diskutiert werden. Wie die Entscheidung über die politische Position der Vaterlandsvereine noch einmal offen gelassen wurde, stellte die Generalversammlung auch die Frage zurück, ob eine Vereinigung mit dem „Deutschen Verein“ bzw. mit dem „Republikanischen Verein“ stattfinden solle.

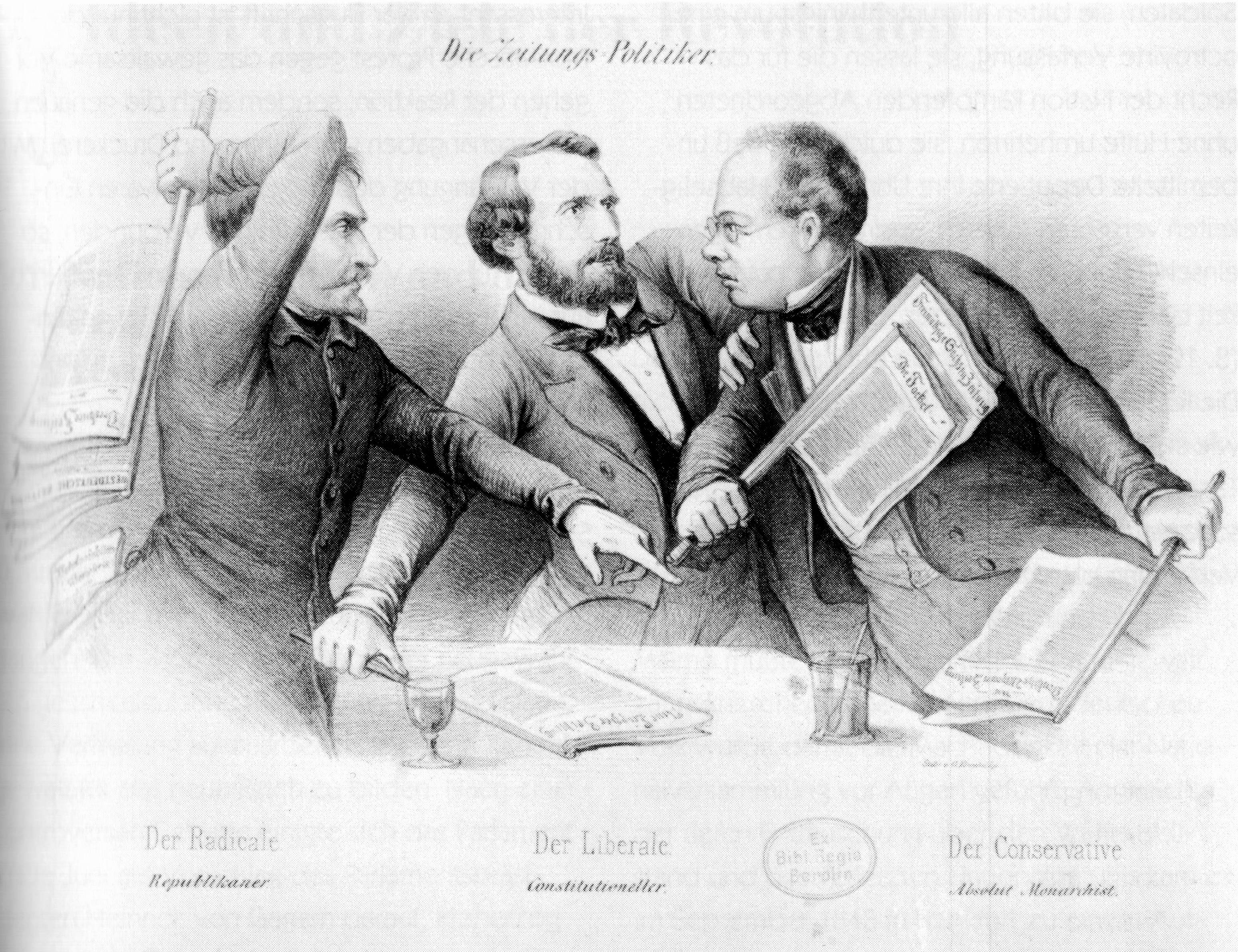
Karikatur über einen Radikalen, einen Konstitutionellen und einen Konservativen, 1848

Aber solche Kompromisse konnten den notwendigen Differenzierungsprozess nicht aufhalten. Angesichts der Verschärfung des Klassenkampfes im Sommer 1848, die Entscheidungen erforderte, mussten sich die Fronten auch in den sächsischen Vaterlandsvereinen klären. Das wurde auch dadurch notwendig, dass Wuttke immer wieder Versuche unternahm, die Republikaner aus dem Verein hinauszudrängen. Dem Streben Wuttkes nach einer liberalen „Metamorphose“ des Vereins konnten die Demokraten nicht tatenlos zusehen. Sie forderten in einer Sitzung des Leipziger Vereins am 18. Juli seinen Rücktritt. Wuttke antwortete damit, dass er am 2. August zusammen mit einem Teil des Ausschusses unter Verletzung der Statuten beschloss, den Verein aufzulösen. Er konstituierte den Verein dann ohne die Republikaner neu. Aber die Republikaner erklärten am 3. August unter Führung Eduard Theodor Jäkel und Arnold Ruge, der Verein sei nicht aufgelöst. Dagegen habe sich der Ausschuss durch seinen Auflösungsbeschluss praktisch selbst aus dem Verein ausgeschlossen. Es wurde ein neuer Ausschuss gewählt, dem nur Republikaner angehörten. Provisorischer Obmann wurde Jäkel.
Am 3. August spaltete sich demnach der Leipziger Vaterlandsverein in zwei Vereine, in den konstitutionell-gemäßigten „Deutschen Vaterlandsverein“ mit den Obmännern Bertling, Vieweg, Cramer, Christoph als Schriftführer und der demokratische „Republikanische Vaterlandsverein“ mit Ruge und Jäkel. Wuttke trat am 23. August aus dem Vaterlandsverein aus.
Nach der Spaltung zeigte sich, dass die Republikaner in den sächsischen Vaterlandsvereinen immer mehr an Anhang gewannen. Zahlreiche Vereine der größeren Städte, deren Vertreter in Dresden noch gegen die Republikaner gestimmt hatte, erklärten sich nunmehr für die republikanische Richtung. So gerieten die gemäßigten Vereine, die noch vor allem auf dem Lande Anhang hatten, mehr und mehr in die hoffnungslose Minderheit. Die republikanisch-demokratische Richtung erhielt einen starken Auftrieb.
Der Tod Blums am 9. November 1848 löste in allen deutschen Staaten große Proteste aus und führte in seiner Wahlheimat zu einer Annäherung der beiden Vaterlandsvereine, die für die sächsischen Landtagswahlen gemeinsame Wahllisten aufstellten.
„Der Leuchtthurm“ berichtete im Januar 1849: Die Wahlen in Sachsen dürfen jetzt schon als glücklich bezeichnet werden. Die entschiedene Partei der Vaterlandsvereine hat in den meisten Bezirken gesiegt, und wir haben zum ersten Mal eine volkstümliche Kammer zu erwarten. Infolge der Wahlen haben sich beide Vereine wieder vereint und ein gemeinschaftliches Programm aufgestellt.
Nach Niederschlagung der Revolution 1848/1849 wurden am 21. August 1849 durch Verordnung der Regierung die sächsischen Vaterlandsvereine verboten.